# Marion Township (comté de Cole, Missouri)
Pour les articles homonymes, voir Marion Township et Marion.
Marion Township est un ancien township du comté de Cole dans le Missouri, aux États-Unis,.
Il est baptisé en référence à la communauté de Marion (Missouri) (en).

## Source de la traduction
- (en) Cet article est partiellement ou en totalité issu de l’article de Wikipédia en anglais intitulé « Marion Township, Cole County, Missouri » (voir la liste des auteurs).